# Friv
Friv Jogos, mais conhecido como Friv é uma plataforma de jogos de navegador online lançada em 2008. Devido à popularidade do termo, os utentes começaram a chamar "Friv" a todos os jogos casuais gratuitos e, posteriormente, se referiram a todos os sites que hospedam jogos casuais de navegador. Em 2015, um dos desenvolvedores registou a marca e se converteu no único proprietário deste termo descritivo.

## História
A ideia da criação do Friv havia surgido em 2004, na época em que tornou-se possível desenvolver jogos que rodem dentro do navegador sem a utilização de plugins, com o desenvolvimento do programa multiplataforma Document Object Model - DOM. Desde então, a plataforma disponibiliza uma gama de jogos online de forma gratuita. A biblioteca é dedicada exclusivamente a títulos de classificação livre de jogos online.
Com o aumento da velocidade da Internet em 2008, os jogos em Flash atingiram um nível de qualidade superior, o que contribuiu para a sua crescente popularidade. Durante este período, o termo de pesquisa “Friv” tornou-se um dos termos de pesquisa mais utilizados pelos criadores de sítios Web que oferecem acesso a jogos em linha, o que levou a que “Friv” fosse um dos termos de pesquisa com crescimento mais rápido em 2008 no Reino Unido e, em 2010, a nível mundial.
Em 2010, “Friv” deixou de ser um termo descritivo para jogos casuais e passou a ser um nome genérico associado a sítios Web que oferecem acesso a jogos casuais em linha.
À medida que a popularidade entre os jogadores crescia, muitos empresários que utilizavam este termo nos seus negócios solicitaram o registo da marca (TM) em várias jurisdições. Como a maioria das jurisdições de registo de marcas eram independentes umas das outras, o litígio surgiu apenas nos Estados Unidos. Ao saber que a Zyis Limited estava patenteando a marca, Jonathan Nader também efetuou o registro no México, como medida de proteção jurídica.

## Erro Flash
Embora a plataforma continue ativa, a partir de 2020, o site sofreu um bloqueio devido ao fim do suporte ao Adobe Flash Player em 31 de dezembro de 2020, ferramenta responsável pela execução e manipulação de animações vetoriais e gráficos interativos, o que afetou o seu funcionamento. Esse bloqueio foi motivado principalmente por questões de segurança. Para contornar essa limitação, algumas plataformas de jogos de navegador, incluindo a Friv, migraram seus jogos para tecnologias mais modernas, como HTML5, possibilitando a continuidade dos serviços e a compatibilidade com dispositivos móveis.

## Críticas
Durante o conflito entre o registo da marca da empresa Zyis Limited, os advogados argumentaram que "Friv" era um termo exclusivo criado por seu cliente, e que o lugar friv.com, operando baixo esta marca, tinha as características distintivas necessárias para o registro de TM. Por outro lado, Javier Rodriguez contestou a afirmação, alegando que «Friv» é um termo descritivo que caracteriza um tipo de jogos em linha simples, e que friv.com não possui características únicas, já que oferece links com acesso a outros sites não confiáveis. Ademais, assinalou-se que milhares de empresas e desenvolvedores utilizam o termo «Friv» em seus projectos.
Desde o início do projecto friv.com, declarou-se em suas páginas que a segurança infantil era a principal prioridade. No entanto, um dos jogos inclusos na plataforma oferecia aos usuários um desafio onde deviam responder perguntas sobre a sua experiência em sexo.
Desde 2004, o proprietário do domínio friv.com, bem como do site de jogos infantis alojado nele desde 2008, anunciou que cancelaria esse jogo, e portanto, tal conteúdo impróprio.